# Myrmotherula
Myrmotherula  es un género de aves paseriformes perteneciente a la familia Thamnophilidae, que agrupa a numerosas especies nativas de la América tropical (Neotrópico), cuyas áreas de distribución se encuentran entre el sureste de México, por América Central y del Sur, hasta el sureste de Perú y norte de Bolivia por el oeste y hasta el sur de Brasil por el este. Sus miembros son denominados comúnmente hormigueritos.  Varias especies que anteriormente se incluían dentro de este género se trasladaron a los géneros Epinecrophylla, Isleria y Rhopias.

## Características
Los hormigueritos de este género son de pequeño tamaño, miden entre 8 y 11 cm de longitud. Es un gran complejo de aves de cola bastante corta que habitan en selvas húmedas de baja altitud con unos pocos habitando en estribaciones montañosas y zonas subtropicales. Muchos tienen zonas de distribución pequeñas y son escasos. La mayoría son difíciles de ser notados, se mueven rápidamente y prefieren hábitats densos, y a menudo son muy tímidos, especialmente las hembras. Se pueden distinguir dos grupos bien diferentes: primero, el grupo de los hormigueritos estriados, que habitan principalmente en la canopia y en los bordes de selvas de baja altitud y que se unen a bandadas mixtas de la canopia, exhiben plumaje de color amarillo o blanco estriado de negro con las hembras siguiendo el mismo patrón y algunas teñidas de rufo anaranjado. Segundo, el grupo de los hormigueritos grises/pizarrosos, que habitan en el sotobosque y en el estrato medio de selvas de baja altitud y subtropicales, y que se unen a bandadas mixtas del estrato medio, y exhiben plumaje de color gris oscuro o pizarra, con las hembras pardas u ocráceas.

## Sistemática
El género femenino Myrmotherula fue propuesto por el zoólogo británico Philip Lutley Sclater en 1858; la especie tipo subsecuentemente designada fue Muscicapa pygmaea Gmelin, 1789, en realidad un sinónimo posterior de Musicapae brachyurae, actual Myrmotherula brachuyra.

### Etimología
El nombre genérico «Myrmotherula» es un diminutivo del género Myrmothera, que se compone de las palabras del griego « μυρμος murmos» que significa ‘hormiga’, y «θηρας thēras» que significa ‘cazador’.

### Taxonomía
Según los estudios de Bravo et al. 2014, el presente género permanece polifilético inclusive después de la separación del grupo de los hormigueritos de garganta punteada en Epinecrophylla, de dos especies en Isleria y de Rhopias gularis como género monotípico. Se pueden distinguir dos clados bien diferentes: primero, el grupo de los hormigueritos estriados, integrado por M. brachyura, M. ignota, M. ambigua, M. sclateri, M. surinamensis, M. multostriata, M. pacifica, M. cherriei, M. klagesi y M. longicauda. Segundo, el grupo de los hormigueritos grises/pizarrosos, integrado por M. axillaris, M. longipennis, M. menetriesii, M. schisticolor, M. sunensis, M. minor, M. urosticta, M. iheringi, M. grisea, m. unicolor, M. snowi y M. behni. Finalmente, resta M. assimilis, con relaciones inciertas y que no estaría emparentada con ningún otro dentro del género.

## Lista de especies
Según las clasificaciones del Congreso Ornitológico Internacional (IOC) y Clements Checklist, el género agrupa a las siguientes especies con el respectivo nombre popular de acuerdo con la Sociedad Española de Ornitología (SEO), excepto cuando referenciado, y con las diferencias entre las clasificaciones comentadas en Notas taxonómicas:
| Imagen | Nombre científico                   | Autor                                                                   | Nombre común                  | Estado de conservación | Distribución |
| ------ | ----------------------------------- | ----------------------------------------------------------------------- | ----------------------------- | ---------------------- | ------------ |
|        | Myrmotherula brachyura              | (Hermann, 1783)                                                         | hormiguerito pigmeo           | LC                     |              |
|        | Myrmotherula ignota                 | Griscom, 1929                                                           | hormiguerito de Griscom       | LC                     |              |
|        | Myrmotherula (ignota) obscura       | J.T. Zimmer, 1932                                                       | hormiguerito piquicorto       | NE                     |              |
|        | Myrmotherula ambigua                | J.T. Zimmer, 1932                                                       | hormiguerito gorgiamarillo    | LC                     |              |
|        | Myrmotherula sclateri               | Snethlage, 1912                                                         | hormiguerito de Sclater       | LC                     |              |
|        | Myrmotherula surinamensis           | (Gmelin, 1788)                                                          | hormiguerito de Surinam       | LC                     |              |
|        | Myrmotherula multostriata           | P.L. Sclater, 1858                                                      | hormiguerito amazónico        | LC                     |              |
|        | Myrmotherula pacifica               | Hellmayr, 1911                                                          | hormiguerito del Pacífico     | LC                     |              |
|        | Myrmotherula cherriei               | Berlepsch & Hartert, 1902                                               | hormiguerito de Cherrie       | LC                     |              |
|        | Myrmotherula klagesi                | Todd, 1927                                                              | hormiguerito de Klages        | VU                     |              |
|        | Myrmotherula longicauda             | Berlepsch & Stolzmann, 1894                                             | hormiguerito pechilistado     | LC                     |              |
|        | Myrmotherula axillaris              | (Vieillot, 1817)                                                        | hormiguerito flanquialbo      | LC                     |              |
|        | Myrmotherula (axillaris) luctuosa   | Pelzeln, 1868                                                           | hormiguerito flanquiargentino | LC                     |              |
|        | Myrmotherula schisticolor           | (Lawrence, 1865)                                                        | hormiguerito pizarroso        | LC                     |              |
|        | Myrmotherula sunensis               | Chapman, 1925                                                           | hormiguerito del Suno         | LC                     |              |
|        | Myrmotherula minor                  | Salvadori, 1864                                                         | hormiguerito de Salvadori     | VU                     |              |
|        | Myrmotherula longipennis            | Pelzeln, 1868                                                           | hormiguerito alilargo         | LC                     |              |
|        | Myrmotherula urosticta              | (P.L. Sclater, 1857)                                                    | hormiguerito atlántico        | VU                     |              |
|        | Myrmotherula iheringi               | Snethlage, 1914                                                         | hormiguerito de Ihering       | LC                     |              |
|        | Myrmotherula (iheringi) oreni.      | Miranda, Aleixo, Whitney, Silveira, Guilherme, Santos & Schneider, 2013 | hormiguerito del bambú        | NE                     |              |
|        | Myrmotherula (iheringi) heteroptera | Todd, 1927                                                              | hormiguerito del Purús        | NE                     |              |
|        | Myrmotherula fluminensis            | Gonzaga, 1988                                                           | hormiguerito carioca          | NE                     |              |
|        | Myrmotherula grisea                 | Carriker, 1935                                                          | hormiguerito ceniciento       | LC                     |              |
|        | Myrmotherula unicolor               | (Ménétries, 1835                                                        | hormiguero unicolor           | LC                     |              |
|        | Myrmotherula snowi                  | Teixeira & Gonzaga, 1985                                                | hormiguerito de Alagoas       | CR                     |              |
|        | Myrmotherula behni                  | Berlepsch & Leverkühn, 1890                                             | hormiguerito de Behn          | LC                     |              |
|        | Myrmotherula menetriesii            | (d'Orbigny, 1837)                                                       | hormiguerito gris             | LC                     |              |
|        | Myrmotherula assimilis              | Pelzeln, 1868                                                           | hormiguerito plomizo          | LC                     |              |